# دیوید نگر
دیوید نگر (انگلیسی: David Nègre؛ زادهٔ ۳۰ نوامبر ۱۹۷۳) بازیکن فوتبال اهل فرانسه است.
از باشگاه‌هایی که در آن بازی کرده‌است می‌توان به باشگاه فوتبال پاریس، باشگاه فوتبال کان، و باشگاه فوتبال نیس اشاره کرد.